# UFC 263
UFC 263: Adesanya vs. Vettori 2（ユーエフシー・ツーシックスティスリー：アデサンヤ・バーサス・ヴェットーリ・ツー）は、アメリカ合衆国の総合格闘技団体「UFC」の大会の一つ。2021年6月12日、アリゾナ州グレンデールのヒラ・リバー・アリーナで開催された。

## 大会概要
本大会は王者イスラエル・アデサンヤと挑戦者マーヴィン・ヴェットーリによるUFC世界ミドル級タイトルマッチ、王者デイブソン・フィゲイレードと挑戦者ブランドン・モレノによるUFC世界フライ級タイトルマッチが組まれた。
レオン・エドワーズ vs. ネイト・ディアスは、メインイベント以外のノンタイトルマッチで初となる5Rマッチで行われた。

## 試合結果

### アーリープレリム
第1試合 ヘビー級 5分3R
○  カルロス・フェリペ vs.  ジェイク・コリアー ×
3R終了 判定2-1（28-29、29-28、29-28）
第2試合 ライト級 5分3R
○  ファレス・ジアム vs.  ルイージ・ベンドラミニ ×
3R終了 判定2-0（29-28、29-28、28-28）
第3試合 148.5ポンド契約 5分3R
○  スティーブン・ピーターソン vs.  チェイス・フーパー ×
3R終了 判定3-0（30-27、30-27、29-28）
※ピーターソンの体重超過によりフェザー級から変更
第4試合 ライト級 5分3R
○  テランス・マッキニー vs.  マット・フレボラ ×
1R 0:07 KO（左ストレート→パウンド）
第5試合 女子バンタム級 5分3R
○  パニー・キアンザド vs.  アレクシス・デイビス ×
3R終了 判定3-0（30-27、30-27、29-28）

### プレリミナリーカード
第6試合 フェザー級 5分3R
○  モフサル・エフロエフ vs.  ハキーム・ダオドゥ ×
3R終了 判定3-0（29-27、29-27、29-27）
第7試合 女子フライ級 5分3R
○  ローレン・マーフィー vs.  ジョアン・コールダウッド ×
3R終了 判定2-1（29-28、28-29、29-28）
第8試合 ライトヘビー級 5分3R
○  エリク・アンダース vs.  ダレン・スチュワート ×
3R終了 判定3-0（29-28、29-27、29-27）
第9試合 ライト級 5分3R
○  ブラッド・リデル vs.  ドリュー・ドーバー ×
3R終了 判定3-0（29-28、29-28、29-28）

### メインカード
第10試合 ライトヘビー級 5分3R
○  ポール・クレイグ vs.  ジャマール・ヒル ×
1R 1:59 腕ひしぎ十字固め
第11試合 ウェルター級 5分3R
○  ベラル・ムハマッド vs.  デミアン・マイア ×
3R終了 判定3-0（30-27、29-28、29-28）
第12試合 ウェルター級 5分5R
○  レオン・エドワーズ vs.  ネイト・ディアス ×
5R終了 判定3-0（49-46、49-46、49-46）
第13試合 UFC世界フライ級タイトルマッチ 5分5R
○  ブランドン・モレノ vs.  デイブソン・フィゲイレード ×
3R 2:26 リアネイキドチョーク
※モレノが王座獲得に成功。
第14試合 UFC世界ミドル級タイトルマッチ 5分5R
○  イスラエル・アデサンヤ vs.  マーヴィン・ヴェットーリ ×
5R終了 判定3-0（50-45、50-45、 50-45）
※アデサンヤが3度目の王座防衛に成功。

### 各賞
ファイト・オブ・ザ・ナイト：ブラッド・リデル vs. ドリュー・ドーバー
パフォーマンス・オブ・ザ・ナイト：ブランドン・モレノ、ポール・クレイグ
各選手にはボーナスとして5万ドルが授与された。

### カード変更
負傷などによるカードの変更は以下の通り。